# Нові османи
Нові османи (тур. Yeni Osmanlılar, також тур. Genç Osmanlı) — секретна організація націоналістично налаштованої османської інтелігенції, що виникла в 1865 та перебувала під впливом західних мислителів, зокрема Монтеск'є і Руссо, а також ідей Французької революції. Організаторами руху були Ібрахім Шинаси, Зія-Паша, Намик Кемаль, Авні-Паша і колишній візир Мустафа Фазіл.
Новими османами була розроблена концепція османізму, що підтримувала лібералізацію, введення конституції і парламентарної форми правління. Згідно з їх ідеям, патріотизм повинен ґрунтуватися не на приналежності до будь-якої етнічної групи чи конфесії, а на вірі в демократію і конституцію.
Із соціальної точки зору младоосмани були представниками чиновництва виник після реформ танзимату. Вони були незадоволені бюрократичним абсолютизмом і шукали демократичніших рішень. Один з нових османів, Намик Кемаль, ввів в османську мову поняття Батьківщини (тур. vatan) і свободи (тур. hürriyet) .
Друкованим органом новоосманского руху був журнал «Мухбір».
У 1867 організація була заборонена, її члени змушені були покинути країну. У Парижі була організована новоосманська організація на чолі з Мустафою Фазилом.
Поразка новоосманського руху, який намагався запобігти занепаду Османської імперії, підштовхнула інтелігенцію до пошуку інших політичних концепцій, зокрема, створенню руху младотурків.

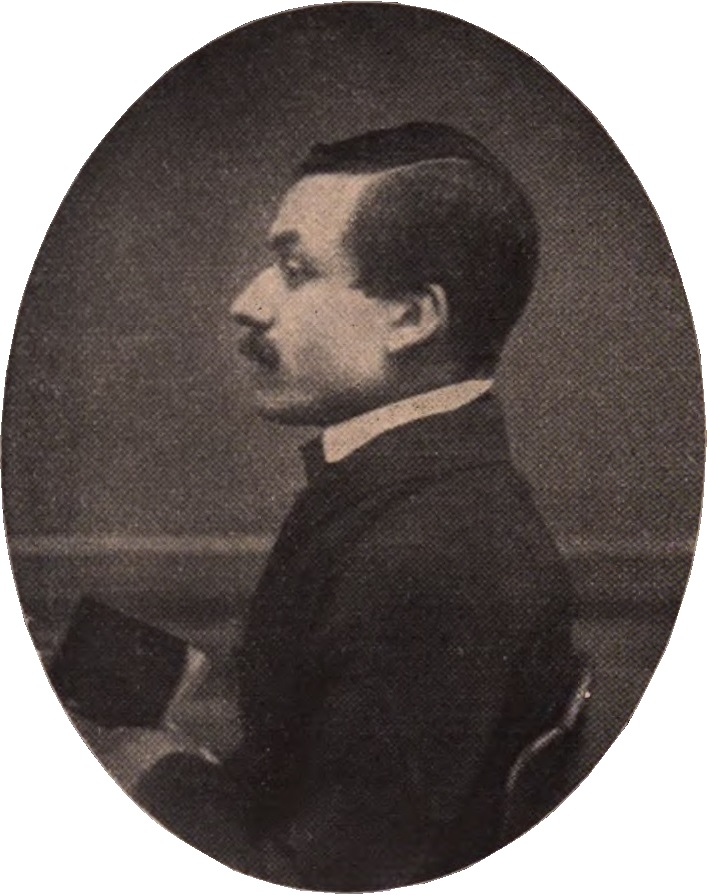
Ібрахім Шинаси
Намик Кемаль
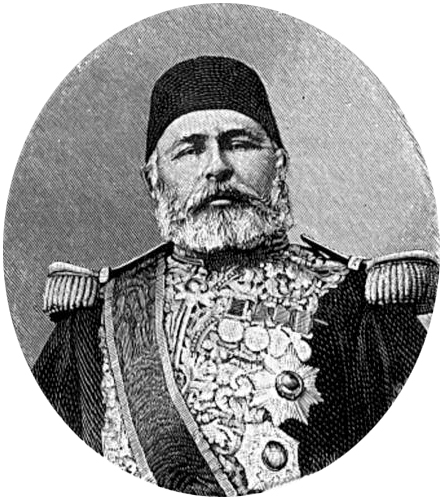
Авні-Паша

## Див. Також
- Історія лібералізму
- Младотурки